# INAO
INAO, akronym av Institut National des Appellations d'Origine, är det organ som kontrollerar klassificeringen av jordbruksprodukter i Frankrike.